# معركة عمان 966
معركة عُمان (355 هـ) هي مواجهة عسكرية وقعت بين قوات الدولة البويهية بقيادة معزّ الدولة البويهي وعضد الدولة البويهي من جهة، وبين أهالي عُمان من قبائل الأزد وآل جلندى المتحالفين مع القرامطة من جهة أخرى. جاءت المعركة بعد خلع الحاكم المحلي المعين من قبل الدولة البويهية، ثُم تدخل عسكري بويهي لاستعادة السيطرة على المنطقة.

## خلفية
في أعقاب وفاة يوسف بن وجيه، تصدّر نافع مولاه ولاية عُمان وخطب للديلم (البويهيين)، ما أثار احتجاجًا من القبائل، فدعت أهالي عُمان حركة القرامطة وحلّقوا ثورة ضد الحكم الفعّال للبويهيين. 
بحثًا عن إعادة الهيمنة، أرسل معز الدولة البويهي جيشًا من العراق، فيما أمدّه عضد الدولة البويهي بجيش من فارس. اجتمعت قواتهم جميعًا في عُمان لقمع التمرّد.

## سير المعركة
جرت المعركة في عام 355 هـ. وقعت معركة عنيفة أسفرت عن:
- هزيمة أهل عُمان والقرامطة.
- مقتل عدد كبير من الأهالي.
- تدمير وإحراق 89 مركبًا كانت تستخدمها قوات التمرد.

## الأطراف المشاركة
| الدولة البويهية                                                                     | أهالي عمان + القرامطة                                     |
| ----------------------------------------------------------------------------------- | --------------------------------------------------------- |
| قالب:بيانات بلد الإمبراطورية البويهية بقيادة معز الدولة البويهي وعضد الدولة البويهي | قبائل الأزد وآل جلندى + قالب:بيانات بلد القرامطة القرامطة |

## النتائج
- استعادة السيطرة البويهية على عُمان.
- إذلال وتشتيت التمرد المحلي.
- إحراق أسطول مكوّن من 89 مركبًا.
- زوال النفوذ القرمطي عن المنطقة.
- تعزيز مكانة عضد الدولة عسكريًا وسياسيًا.